# Grande Prêmio de Abu Dhabi de 2010
O Grande Prémio de Abu Dhabi de 2010 foi o décimo nono e último da temporada de 2010 da Fórmula 1. O vencedor foi o alemão Sebastian Vettel. Com a vitória, o alemão conquistou o campeonato mundial de pilotos tornando-se o piloto mais novo a alcançar o título e também o primeiro piloto da história da Fórmula 1 a ser campeão sem nunca ter liderado momento algum durante a temporada.

## Classificação

### Treino oficial
| Pos | Nº | Piloto             | Construtor           | Parte 1  | Parte 2  | Parte 3  | Grid |
| --- | -- | ------------------ | -------------------- | -------- | -------- | -------- | ---- |
| 1   | 5  | Sebastian Vettel   | Red Bull-Renault     | 1:40.318 | 1:39.874 | 1:39.394 | 1    |
| 2   | 2  | Lewis Hamilton     | McLaren-Mercedes     | 1:40.335 | 1:40.119 | 1:39.425 | 2    |
| 3   | 8  | Fernando Alonso    | Ferrari              | 1:40.170 | 1:40.311 | 1:39.792 | 3    |
| 4   | 1  | Jenson Button      | McLaren-Mercedes     | 1:40.877 | 1:40.014 | 1:39.823 | 4    |
| 5   | 6  | Mark Webber        | Red Bull-Renault     | 1:40.690 | 1:40.074 | 1:39.925 | 5    |
| 6   | 7  | Felipe Massa       | Ferrari              | 1:40.942 | 1:40.323 | 1:40.202 | 6    |
| 7   | 9  | Rubens Barrichello | Williams-Cosworth    | 1:40.904 | 1:40.476 | 1:40.203 | 7    |
| 8   | 3  | Michael Schumacher | Mercedes             | 1:41.222 | 1:40.452 | 1:40.516 | 8    |
| 9   | 4  | Nico Rosberg       | Mercedes             | 1:40.231 | 1:40.060 | 1:40.589 | 9    |
| 10  | 12 | Vitaly Petrov      | Renault              | 1:41.018 | 1:40:658 | 1:40.901 | 10   |
| 11  | 11 | Robert Kubica      | Renault              | 1:41.336 | 1:40.780 |          | 11   |
| 12  | 23 | Kamui Kobayashi    | BMW Sauber-Ferrari   | 1:41.045 | 1:40.783 |          | 12   |
| 13  | 14 | Adrian Sutil       | Force India-Mercedes | 1:41.473 | 1:40.914 |          | 13   |
| 14  | 22 | Nick Heidfeld      | BMW Sauber-Ferrari   | 1:41.409 | 1:41.113 |          | 14   |
| 15  | 10 | Nico Hülkenberg    | Williams-Cosworth    | 1:41.015 | 1:41.418 |          | 15   |
| 16  | 15 | Vitantonio Liuzzi  | Force India-Mercedes | 1:41.681 | 1:41.642 |          | 16   |
| 17  | 17 | Jaime Alguersuari  | Toro Rosso-Ferrari   | 1:41.707 | 1:41.738 |          | 17   |
| 18  | 16 | Sébastien Buemi    | Toro Rosso-Ferrari   | 1:41.824 |          |          | 18   |
| 19  | 18 | Jarno Trulli       | Lotus-Cosworth       | 1:43.516 |          |          | 19   |
| 20  | 19 | Heikki Kovalainen  | Lotus-Cosworth       | 1:43.712 |          |          | 20   |
| 21  | 24 | Timo Glock         | Virgin-Cosworth      | 1:44.095 |          |          | 21   |
| 22  | 25 | Lucas di Grassi    | Virgin-Cosworth      | 1:44.510 |          |          | 22   |
| 23  | 21 | Bruno Senna        | HRT-Cosworth         | 1:45.085 |          |          | 23   |
| 24  | 20 | Christian Klien    | HRT-Cosworth         | 1:45.296 |          |          | 24   |

### Corrida
| Pos | Nº | Piloto             | Construtor           | Voltas | Tempo/Aban.  | Grid | Pontos |
| --- | -- | ------------------ | -------------------- | ------ | ------------ | ---- | ------ |
| 1   | 5  | Sebastian Vettel   | Red Bull-Renault     | 55     | 1:39:36.837  | 1    | 25     |
| 2   | 2  | Lewis Hamilton     | McLaren-Mercedes     | 55     | +10.162      | 2    | 18     |
| 3   | 1  | Jenson Button      | McLaren-Mercedes     | 55     | +11.047      | 4    | 15     |
| 4   | 4  | Nico Rosberg       | Mercedes             | 55     | +30.747      | 9    | 12     |
| 5   | 11 | Robert Kubica      | Renault              | 55     | +39.026      | 11   | 10     |
| 6   | 12 | Vitaly Petrov      | Renault              | 55     | +43.520      | 10   | 8      |
| 7   | 8  | Fernando Alonso    | Ferrari              | 55     | +43.797      | 3    | 6      |
| 8   | 6  | Mark Webber        | Red Bull-Renault     | 55     | +44.243      | 5    | 4      |
| 9   | 17 | Jaime Alguersuari  | Toro Rosso-Ferrari   | 55     | +50.201      | 17   | 2      |
| 10  | 7  | Felipe Massa       | Ferrari              | 55     | +50.868      | 6    | 1      |
| 11  | 22 | Nick Heidfeld      | BMW Sauber-Ferrari   | 55     | +51.551      | 14   |        |
| 12  | 9  | Rubens Barrichello | Williams-Cosworth    | 55     | +57.686      | 7    |        |
| 13  | 14 | Adrian Sutil       | Force India-Mercedes | 55     | +58.325      | 13   |        |
| 14  | 23 | Kamui Kobayashi    | BMW Sauber-Ferrari   | 55     | +59.558      | 12   |        |
| 15  | 16 | Sébastien Buemi    | Toro Rosso-Ferrari   | 55     | +1:03.178    | 18   |        |
| 16  | 10 | Nico Hülkenberg    | Williams-Cosworth    | 55     | +1:04.763    | 15   |        |
| 17  | 19 | Heikki Kovalainen  | Lotus-Cosworth       | 54     | +1 volta     | 20   |        |
| 18  | 25 | Lucas di Grassi    | Virgin-Cosworth      | 53     | +2 voltas    | 22   |        |
| 19  | 21 | Bruno Senna        | HRT-Cosworth         | 53     | +2 voltas    | 23   |        |
| 20  | 20 | Christian Klien    | HRT-Cosworth         | 53     | +2 voltas    | 24   |        |
| 21  | 18 | Jarno Trulli       | Lotus-Cosworth       | 51     | Asa traseira | 19   |        |
| Ret | 24 | Timo Glock         | Virgin-Cosworth      | 43     | Transmissão  | 21   |        |
| Ret | 3  | Michael Schumacher | Mercedes             | 0      | Colisão      | 8    |        |
| Ret | 15 | Vitantonio Liuzzi  | Force India-Mercedes | 0      | Colisão      | 16   |        |

## Curiosidade
- Commons

- Sebastian Vettel é Campeão do Mundo tornando-se o mais novo piloto a alcançar a conquista com 23 anos, 4 meses e 11 dias, e também o primeiro piloto da história da Fórmula 1 a ser campeão sem nunca ter liderado momento algum durante a temporada;
- Última corrida: Nico Hülkenberg (Force India 2012), Lucas di Grassi (Piloto de testes da Pirelli 2011/2012), e Christian Klien (Destino desconhecido).
- Piloto de testes em 2011: Nico Hülkenberg na Force India, Bruno Senna na Lotus Renault GP Team (Participou de metade da temporada, estreando em SPA Francorchamps) Karun Chandhok (Participou de somente 10 corridas pela Hispania) na Team Lotus, Pedro de la Rosa (que participou de 14 corridas pela Sauber), mas depois voltou para a Sauber somente no GP do Canadá substituindo o mexicano Sergio Perez que sofreu um grave acidente no treino classificatório em Mônaco, Sakon Yamamoto (que participou de somente de 7 corridas pela Hispania) na Marussia Virgin Racing.
- Última corrida de Vitantonio Liuzzi pela Force India, em 2011 ele foi para a Hispania, em 2012 seu destino é desconhecido.
- Última corrida de Robert Kubica, em fevereiro de 2011 ele sofreu um grave acidente em um treino de rali e não participou na temporada de 2011, e só retornou na categoria em 2019.
- Última corrida de Nick Heidfeld pela Sauber, em 2011 ele foi para a Lotus Renault GP Team, substituindo Robert Kubica.
- A partir de 2011, a BMW Sauber F1 Team (que não tem nenhuma ligação com a BMW) voltou a se chamar Sauber F1 Team.
- Em 2011, a Renault passou a chamar-se Lotus Renault GP Team, após uma compra feita no final de 2010 pela Lotus Cars, e a sua nacionalidade mudou de francesa para britânica.
- A mesma coisa com a Virgin Racing; ela foi comprada pela Marussia Motors, e passou a chamar-se Marussia Virgin Racing, e a sua nacionalidade mudou de britânica para russa.
- A Team Lotus mudou o motor em 2011 de Cosworth para Renault.
- Bridgestone abandona a categoria e a condição de fornecedora oficial de pneus passou à Pirelli.

## Tabela do campeonato após a corrida
Observe que somente as seis primeiras posições estão incluídas na tabela.
| Pos | Var     | Piloto           | Pontos |
| --- | ------- | ---------------- | ------ |
| 1   | (2)     | Sebastian Vettel | 256    |
| 2   | (1)     | Fernando Alonso  | 252    |
| 3   | (1)     | Mark Webber      | 242    |
| 4   | Estável | Lewis Hamilton   | 240    |
| 5   | Estável | Jenson Button    | 214    |
| 6   | Estável | Felipe Massa     | 144    |

| Pos | Var     | Construtor        | Pontos |
| --- | ------- | ----------------- | ------ |
| 1   | Estável | Red Bull-Renault  | 498    |
| 2   | Estável | McLaren-Mercedes  | 454    |
| 3   | Estável | Ferrari           | 396    |
| 4   | Estável | Mercedes          | 214    |
| 5   | Estável | Renault           | 163    |
| 6   | Estável | Williams-Cosworth | 69     |

|  |         |
|  | Campeão |

- Commons